# Sonet 79 (William Szekspir)

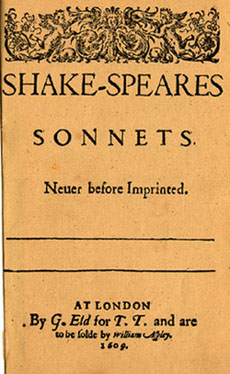
Strona tytułowa pierwszego wydania sonetów Shakespeare’a

Sonet 79 (Gdy twej pomyc ja jeden wzywałem) – jeden z cyklu sonetów autorstwa Williama Shakespeare’a. Po raz pierwszy został opublikowany w 1609 roku.

## Treść
W sonecie tym podmiot liryczny, którego część badaczy utożsamia z autorem, dziękuje tajemniczemu młodzieńcowi za udzielane wsparcie; stwierdza, że twórczość pisarza jest swego rodzaju należnym świadczeniem na rzecz mecenasa.
Sonet 79, ze względu na swój charakter, jest bardzo podobny do poprzednika, sonetu 78.